# Farol da Ilha dos Frades
O Farol da Ilha dos Frades é um farol brasileiro localizado na ponta de Nossa Senhora de Guadalupe, ao sul da ilha dos Frades, em Salvador, no estado da Bahia.
Sua estação foi estabelecida em 1892. Está situado em um morro, bem à frente da histórica Igreja de Nossa Senhora de Guadalupe. Apresenta torre quadrangular de concreto armado, branca, com cinco metros de altura e luz de duas emissões rápidas brancas na altitude de 35 metros com alcance de dez milhas náuticas, tendo um setor de visibilidade de 252 graus (253 a 145 graus).